# San Giorgio su Legnano
San Giorgio su Legnano är en ort och kommun i storstadsregionen Milano, innan 31 december 2014 i provinsen Milano, i regionen Lombardiet i Italien. Kommunen hade 6 717 invånare (2018).